# Jim Adkins
Jim Adkins (ur. 10 listopada 1975) – wokalista i gitarzysta, założyciel zespołu rockowego Jimmy Eat World. Pochodzi z Arizony.